# 김철룡
김철룡(1972년 8월 18일~)은 조선민주주의인민공화국의 알파인 스키 선수이다. 1992년 동계 올림픽에 참가해 67위로 대회 마무리를 했다.